# 多毛杜鹃
多毛杜鹃（学名：Rhododendron polytrichum），为杜鹃花科杜鹃花属下的一个种。

## 扩展阅读
維基物種上的相關：多毛杜鹃